# Marion von Osten
Marion von Osten (* 3. Februar 1963 in Dortmund; † 14. November 2020 in Dahmsdorf) war eine deutsche Kulturwissenschaftlerin, Künstlerin und Hochschullehrerin. Von 2006 bis 2012 war sie Professorin für Kunst und Kommunikation an der Akademie der bildenden Künste Wien. Darüber hinaus galt sie als international renommierte Kuratorin. Sie arbeitete unter anderem zu Themen wie Postkolonialismus, Feminismus und Wissensproduktion, wobei sie disziplin- und länderübergreifende Arbeitsmethoden anwandte und soziale und politische Fragestellungen in den Mittelpunkt rückte. Dabei erforschte und hinterfragte sie auch die Ausstellungspraktiken selbst.

## Leben
Marion von Osten wurde 1963 in Dortmund geboren und absolvierte ein Kunststudium an der Akademie der bildenden Künste in Karlsruhe.
Ihren Einstieg als Kuratorin hatte sie 1996 bis 1998 an der Shedhalle Zürich, wo sie in ihren Ausstellungsprojekten die Umstände von Kulturproduktion in Ländern der postkommunistischen Transformation nach 1989 oder auch die Rolle des Geschlechts unter neoliberalen Arbeitsbedingungen bearbeitete.
Im Anschluss war sie bis 2006 als wissenschaftliche Mitarbeiterin und Professorin für künstlerische Praxis an der Züricher Hochschule der Künste tätig. Hier leitete sie am Institut für Theorie das Forschungsprojekt Aesthetics of Decolonization.
Von 2006 bis 2012 lehrte sie als Professorin für Kunst und Kommunikation an der Akademie der bildenden Künste in Wien. Hier verantwortete sie maßgeblich eine Neuausrichtung und Modernisierung des künstlerischen Lehramtstudiums.
Als Gastprofessorin lehrte sie ab 2013 an der Haute école d’art et de design in Genf sowie an der Hochschule Luzern. An der Akademie der bildenden Künste in Malmö 2013 bis 2018 zum Doctor of Fine Arts. In ihrer Dissertation zeigte sie auf, wie sich europäische Ideen zu Architektur und Urbanismus auf die französischen Kolonien Nordafrikas auswirkten und dann in den späten 1950er Jahren – modifiziert und erprobt – wieder auf Architektur und Stadtplanung in Frankreich und der Schweiz rückprojiziert wurden.
Im Vorfeld des 100-jährigen Bauhausjubiläums kuratierte und leitete sie ab 2014 das internationale Forschungs- und Ausstellungsprojekts bauhaus imaginista, das von der Bauhaus-Kooperation, dem Goethe-Institut und dem Haus der Kulturen der Welt realisiert wurde. Das Projekt erforschte die Verflechtungen und gegenseitigen Impulse des Bauhauses mit verwandten oder ähnlichen Bewegungen weltweit. Ab 2016 wurde sie von Ko-Kurator Grant Watson aus London unterstützt. Im Rahmen des Projekts organisierte sie das Symposium Decolonizing the Campus im nigerianischen Lagos und initiierte einen Film über den Universitätscampus der Obafemi Awolowo University in Ile-Ife. In diesem Zusammenhang entstand auch die Idee, sich mit der Anlage als UNESCO-Welterbe zu bewerben.
Sie war Gründungsmitglied des Center for Post-colonial Knowledge and Culture in Berlin sowie Mitglied des Medienkollektivs Labor k3000 in Zürich.
Ihr letztes Ausstellungsprojekt war ab 2019 Cohabitation, welches das Mensch-Tier-Verhältnis in der Stadt untersuchen sollte. Die Fertigstellung erlebte sie nicht mehr; sie starb im November 2020 infolge einer Krebserkrankung.

## Ausstellungs- und Forschungsprojekte (Auswahl)

### Als Künstlerin
- 6. Berlin Biennale für zeitgenössische Kunst, 2010[15]

### Als Kuratorin/Künstlerische Direktorin
- Sex & Space[16]
  - Shedhalle Zürich, 6. September bis 6. Oktober 1996
  - Forum Stadtpark Graz, 2. – 26. Oktober 1997
- MoneyNations, Shedhalle Zürich,  23. Oktober – 13. Dezember 1998[17]
- In the Desert of Modernity. Colonial Planning and After.
  - Haus der Kulturen der Welt, Berlin 29. August – 26. Oktober 2008[18]
  - Abattoirs de Casablanca, 2009
- Rückkehr der alten Geister, 5. Oktober – 13. November 2011, Akademie der bildenden Künste Wien[19]
- Viet Nam Diskurs, Tensta Konsthall Stockholm, 2016[2]
- Model House – Mapping Transcultural Modernisms, Akademie der bildenden Künste Wien, Center for Post-Colonial Knowledge and Culture, 2010–2013[2]
- Action! Painting/Publishing, Les Laboratoires d’Aubervilliers, Paris 2011–2012[2]
- Projekt Migration, Köln (Kulturstiftung des Bundes), 2002–2006[2]
- TRANSIT MIGRATION, Zürich, Frankfurt am Main und Köln, 2003–2005[2]

## Texte (Auswahl)
- Aesthetics of Decolonization – The Magazine Souffles (1966–1972). In: Asiatische Studien - Études Asiatiques. Band 70, Nr. 4, 1. Dezember 2016, ISSN 2235-5871, S. 1265–1284, doi:10.1515/asia-2016-0041 (degruyter.com [abgerufen am 18. Dezember 2020]).
- mit Tom Holert: Das Erziehungsbild: Zur visuellen Kultur des Pädagogischen. Schlebrügge, 2010, ISBN 978-3-85160-183-1.